# Tommy Cooper

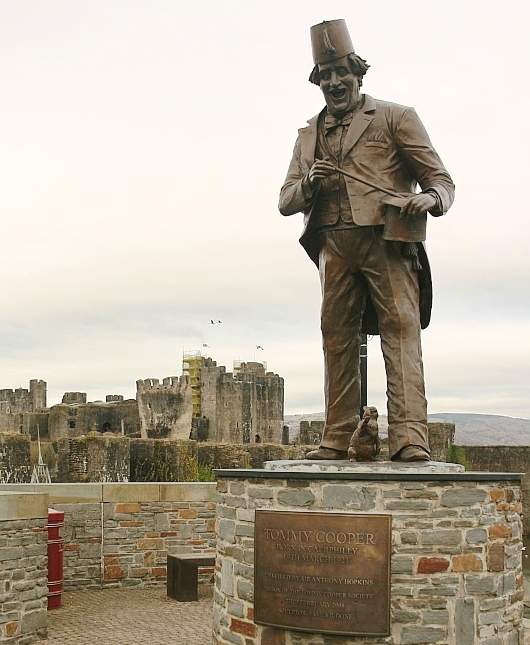
Standbeeld van Tommy Cooper in Caerphilly

Thomas Frederick (Tommy) Cooper (Caerphilly (Wales), 19 maart 1921 – Londen, 15 april 1984) was een Brits komiek en goochelaar.

## Stijl
Als een van de bekendste Britse komieken maakte Cooper er een kunst van zijn goocheltrucs op onnavolgbare wijze te laten mislukken. Hoewel hij dus de schijn tegen had, was hij in werkelijkheid een zeer bedreven illusionist. Zijn mislukkingen maakten een onlosmakelijk deel uit van zijn grappen.
Zijn handelsmerk was de vuurrode fez die hij tijdens zijn optreden droeg. Verder maakte hij gebruik van een aantal uitspraken (Engels: catchphrases) die nauwelijks in het Nederlands zijn te vertalen ("Just like that! Not that -- that!", "Whisky, sample, sample, whisky, sample...", "Spoon, jar, jar, spoon!").
Tijdens zijn optreden maakte hij in razend tempo tal van grappen die eigenlijk heel flauw waren, maar door de manier van brengen juist weer erg grappig. Onderdeel was dat hijzelf het hardst lachte om zijn grappen.
Voorbeelden van typische Tommy Cooper-grappen:
- Ik vroeg een keer aan de dokter: 'Ik heb de afgelopen tijd veel pijn op diverse plekken, wat kan ik daaraan doen?' Dokter: 'Ga niet naar die plekken toe.'
- Ik ging naar de dokter. Hij zei: 'Wat mankeert u?' Ik zeg: 'Ik heb elke nacht dezelfde droom, elke nacht komen prachtige jonge vrouwen op mij af rennen en ik duw ze steeds weg.' Hij zegt: 'Hoe kan ik u helpen?' Ik zeg: 'Breek mijn armen.'
- Ik was laatst weer bij de dokter. Ik til mijn arm op en ik zeg: 'Dokter, ik heb een verschrikkelijke pijn als ik dit doe.' Waarop hij zegt: 'Nou, doe dat dan niet.'
- Ik ging een keer naar de dokter. Hij zei: 'Gaat u maar even op de bank liggen,' waarop ik vroeg: 'waarom?' Hij zei: 'Ik moet nog vegen.'
- Mijn vrouw vroeg laatst: 'Vind je het goed als ik mijn haar in een puntje draag? Want voor een heel brood heb ik niet genoeg.'
- Mijn hond beet vorige week een stuk uit mijn knie. De dokter vroeg: 'Heb je er iets op gedaan?' Ik zei: 'Nee, hij vond hem zo lekker genoeg.'
- Ik was laatst de zolder aan het opruimen met mijn vrouw. Smerig, onder het spinrag, maar ze is goed voor de kinderen.
- Mijn hond zit in de kleedkamer. Hij is nogal eenkennig: bijt alleen mij.
- Ik droomde dat ik een kip aan het plukken was en de volgende morgen was mijn vrouw kaal.
- Ik was afgelopen zomer naar Margate op vakantie geweest, een vriend had dat aanbevolen omdat  dat goed was voor reumatiek en heb het daar inderdaad ook gekregen.
- Ik heb net mijn zolder opgeruimd. Wat denk je, vind ik een Stradivarius en een Picasso. Helaas heeft Stradivarius het schilderij gemaakt en Picasso de viool.

#### Overig
Voordat zijn carrière begon, heeft Cooper zeven jaar in het Britse leger gediend.
Cooper was tevens verbonden aan The Magic Circle en speelde shows voor het Windmill Theatre, waar ook cabaret tussenzat.

## Tommy Cooper in Nederland
Tommy Cooper was in de jaren zeventig een reguliere verschijning op de Nederlandse televisie. De sketch-shows die hij maakte voor Thames Television en London Weekend Television werden ook hier uitgezonden en genoten een grote populariteit. Voor veel kijkers was Cooper toen de verpersoonlijking van de droge typisch-Britse humor. Op 16 juli 1982 speelde hij mee in de Lotto Show die gepresenteerd werd door Willem Ruis. Ook zijn laatste video, waarin hij een hartaanval kreeg, werd in Nederland uitgezonden in 1985, en werd in 2009 herhaald in De Wereld Draait Door.

## Privéleven
Coopers privéleven verliep bijna net zo chaotisch als zijn optredens. Hij trok 52 weken per jaar het land door van optreden naar optreden, want Cooper was een ware workaholic. Naast zijn huwelijk met zijn vrouw en eerste assistente Gwendolyn Henty, waaruit twee kinderen werden geboren, had hij een lange relatie met zijn tweede assistente Mary Fieldhouse. Deze affaire zou uiteindelijk ruim 17 jaar tot aan zijn dood duren, een periode waarin Cooper nooit kon kiezen tussen de twee vrouwen. Zo buitensporig als hij werkte, dronk en rookte hij ook. Gwendolyn en Mary zagen het drankprobleem van hun partner, maar konden er niets aan doen.

## Overlijden
Cooper overleed op zondagavond 15 april 1984 op 63-jarige leeftijd aan een hartinfarct tijdens een liveoptreden op ITV in het programma Live from Her Majesty's. De show werd rechtstreeks uitgezonden vanuit Her Majesty's Theatre in Westminster. Midden op het podium zakte hij in elkaar en viel via de gordijnen achterover de coulissen in. Het publiek dacht aanvankelijk dat dit deel uit maakte van de act en lachte nog enige tijd door. Alleen de zoon van Cooper, Thomas Henty, die backstage stond, begreep direct dat dit geen onderdeel van de show was. Tommy Cooper werd met spoed naar een ziekenhuis gebracht, maar bleek bij aankomst reeds te zijn overleden.
In het voorjaar van 1977, zeven jaar voor zijn overlijden, kreeg Tommy Cooper ook al een hartaanval, enkele momenten voordat hij een podium in Rome zou betreden.

## Eerbetoon
- In zijn geboorteplaats Caerphilly is een standbeeld voor hem opgericht.
- In 1998 werd een postzegel met zijn beeltenis uitgegeven. Deze maakt deel uit van een serie gewijd aan legendarische komieken.[3]